# 德伊縣
5°50′37″S 144°14′47″E / 5.8435°S 144.2464°E
德伊縣（英語：Dei District），是巴布亞新畿內亞的縣份之一，位於新畿內亞島東部，由西高地省負責管轄，首府設於穆格蘭普，面積576平方公里，2011年人口81,016，人口密度每平方公里140人。